# オリガ・ゴロジェツ
オリガ・ユリエヴナ・ゴロジェツ（ロシア語: О́льга Ю́рьевна Голоде́ц、ラテン文字転写の例：Olga Yurieva Golodets、1962年6月1日 - ）は、ロシアの政治家。2012年5月21日から2020年1月15日までロシア連邦政府副首相。

## 経歴・概要
1962年6月1日、モスクワ生まれ。1984年モスクワ大学経済学部を卒業する。
1984年から1997年まで労働資源中央科学研究所、ロシア科学アカデミー雇用問題研究所に勤務する。
1997年社会計画財団「レフォルムゴル」のディレクター。1999年から2008年まで、ノリリスク・ニッケル社で、次長、部長級ポストを歴任する。この間、2001年には、タイミル自治管区（ドルガン・ネネツ自治管区）の社会問題担当副知事を務めている。
2008年から2010年にかけて、全ロシア分野間雇用者協会会長、ニッケル貴金属保険会社「ソグラシエ」取締役会議長。
2010年12月2日、モスクワ副市長（教育政策、保険政策担当）を経て、保険政策担当副市長。 2011年12月30日、リュドミラ・シェフトソワ副市長の権限を襲い、社会問題担当副市長に就任した。
2012年5月21日、ロシア連邦副首相。社会問題政策を担当した。2012年7月、ロシア極東をメドヴェージェフ首相、ヴィクトル・イシャエフ極東開発相とともに訪問した。
2020年1月15日、ドミートリー・メドヴェージェフ首相が内閣総辞職を表明したのに伴い、副首相を辞任した。